# Marija Majnik
Marija Majnik - Majda, slovenska učiteljica, članica organizacije TIGR, * 1. april 1909, Volče, Tolmin, † 1997, Koper.

## Življenje in delo
Rodila se je v kmečki družini. Osnovno šolo je obiskovala v rojstnem kraju, učiteljišče v Tolminu in v Vidmu opravila maturo. V Volčah je s sestrami in bratoma  sodelovala v prosvetnem društvu in tamburaškem orkestru, v Tolminu pa v ilegalnem dijaškem društvu Jadran. Po ukinitvi slovenskih šol je tajno poučevala slovenske otroke v slovenskem jeziku ter razdeljevala slovenske knjige in prepovedano protifašistično literaturo. Zbirala je podatke o fašističnih aretacijah Slovencev ter skrbela za prehrano oboroženih fantov, ki so iz Jugoslavije nosili protifašistično literaturo na Primorsko. Fašistične oblasti ji niso dodelile stalnega učiteljskega mesta, le občasno je lahko nadomeščala italijanske učitelje na dopustu ali bolniški odsotnosti. Ko je brat Anton pred aretacijo pobegnil v Jugoslavijo pa je izgubila še ta priložnostna dela. Po mnogih zavrnjenih prošnjah ji je goriška policijska uprava po dveh letih čakanja izdala potni list za Jugoslavijo, podpisati pa je morala izjavo, da se nikoli več ne bo vrnila v Italijo. V Jugoslaviji se je sprva naselila pri bratu v Zvirčah, se tu srečevala z vodilnimi tigrovci, kasneje pa je dobila mesto učiteljice. Poučevala je v raznih krajih na Štajerskem. Po nemškem napadu na Jugoslavijo so jo nacisti zaprli na gradu Borl, jo oropali vsega imetja in pregnali na Hrvaško. Skrivaj se je vrnila v Slovenijo in se v Ljubljani povezala z Osvobodilno fronto. Po kapitulaciji Italije se je pridružila narodnoosvobodilni borbi na Dolenjskem. V začetku leta 1944 jo je Slovenski narodnoosvobodilni svet poslal na Primorsko, kjer je kot šolski nadzornik organizirala slovenske šole. Po osvoboditvi je bila referent za šolstvo v Trstu, od 1955 do 1964 pa v Kopru. Po upokojitvi leta 1964 je v Kopru vodila Občinsko zvezo prijateljev mladine.